# San Giovanni in Marignano
San Giovanni in Marignano – miejscowość i gmina we Włoszech, w regionie Emilia-Romania, w prowincji Rimini.

## Demografia
Według danych na styczeń roku 2012 gminę zamieszkiwało 9 100 osób a gęstość zaludnienia wynosiła 428,2 os./km².